# Кисунья
Кисунья — река в России, течёт по территории Троицко-Печорского района Республики Коми и Красновишерского района Пермского края. Устье реки находится в 86 км по левому берегу Уньи на высоте 195 м над уровнем моря. Длина реки составляет 38 км.

## Данные водного реестра
По данным государственного водного реестра России относится к Двинско-Печорскому бассейновому округу, водохозяйственный участок реки — Печора от истока до водомерного поста у посёлка Шердино, речной подбассейн реки — Бассейны притоков Печоры до впадения Усы. Речной бассейн реки — Печора.
Код объекта в государственном водном реестре — 03050100112103000057788.